# Leonessa

Centrum van Leonessa

Leonessa is een gemeente in de Italiaanse provincie Rieti (regio Latium) en telt 2658 inwoners (31-12-2004). De oppervlakte bedraagt 205,6 km², de bevolkingsdichtheid is 13 inwoners per km².
De volgende frazioni maken deel uit van de gemeente: Sant'Angelo in Trigillo.

## Demografie
Leonessa telt ongeveer 1313 huishoudens. Het aantal inwoners daalde in de periode 1991-2001 met 5,0% volgens cijfers uit de tienjaarlijkse volkstellingen van ISTAT.
| Jaar | Inwoneraantal |
| ---- | ------------- |
| 1991 | 2877          |
| 2001 | 2734          |

## Geografie
De gemeente ligt op ongeveer 969 meter boven zeeniveau.
Leonessa grenst aan de volgende gemeenten: Cantalice, Cascia (PG), Cittareale, Ferentillo (TR), Micigliano, Monteleone di Spoleto (PG), Poggio Bustone, Polino (TR), Posta, Rivodutri.